# コリン・デイヴィス
サー・コリン・レックス・デイヴィス（Sir Colin Rex Davis, CH CBE, 1927年9月25日 - 2013年4月14日）は、イギリスの指揮者。

## 人物・来歴
イングランドのサリー州出身。生家が貧しく、ピアノを買うほどの金がなく、まず一番安い楽器のクラリネットから始める。王立音楽大学でさらにクラリネットを学ぶが、ピアノの演奏能力の欠如を理由に指揮法の履修は禁じられた。しかし同級生とカルマー管弦楽団（the Kalmar Orchestra）を結成し、しばしば指揮を執っていた。
1952年にロイヤル・フェスティバル・ホールに勤め、1950年代後半からBBCスコティッシュ交響楽団を指揮する。1959年に病身のオットー・クレンペラーの代理でモーツァルトのオペラ『ドン・ジョヴァンニ』を指揮して一躍名声を馳せる。翌年にはグラインドボーン音楽祭で、モーツァルトの『魔笛』を指揮してトーマス・ビーチャムの代役を果たした。
1960年代にサドラーズ・ウェルズ・オペラやロンドン交響楽団、BBC交響楽団を指揮する。1971年にゲオルク・ショルティの後任としてコヴェント・ガーデン王立歌劇場の首席指揮者に就任、1986年までそのポストを務める。マイケル・ティペットの擁護者として名を馳せ、『ノット・ガーデン』（The Knot Garden, 1970年）や《The Ice Break 》（1977年）、『時の仮面』（The Mask of Time, 1984年）を初演した。ボストン交響楽団の首席客演指揮者も務め、シベリウスの交響曲全集・管弦楽曲選集を録音した。1977年にはイギリス人指揮者として初めてバイロイト音楽祭に出演し、『タンホイザー』を指揮した。
1980年にナイトに叙される。その後は、バイエルン放送交響楽団首席指揮者、ドレスデン国立歌劇場管弦楽団名誉指揮者などを歴任し、1995年に母国イギリスのロンドン交響楽団首席指揮者に就任した。得意とするレパートリーは、モーツァルト、ブリテンのオペラのほか、ベルリオーズの管弦楽曲やマーラー、シベリウスの交響曲などである。
2013年4月14日、病気のため死去した。85歳没。

### 家族・親族
息子に指揮者のジョゼフ・ウォルフがいる。